# Caumont-sur-Aure
Caumont-sur-Aure é uma comuna francesa na região administrativa da Normandia, no departamento de Calvados. Estende-se por uma área de 36,02 km². Em 2010 a comuna tinha 2 383 habitantes (densidade: 66,2 hab./km²).
A municipalidade foi estabelecida em 1 de janeiro de 2017 e consiste na fusão das antigas comunas de Caumont-l'Éventé, Livry e La Vacquerie. A comuna tem sua prefeitura em Caumont-l'Éventé.